# Apostolisch vicariaat Pilcomayo

Het apostolisch vicariaat binnen Paraguay

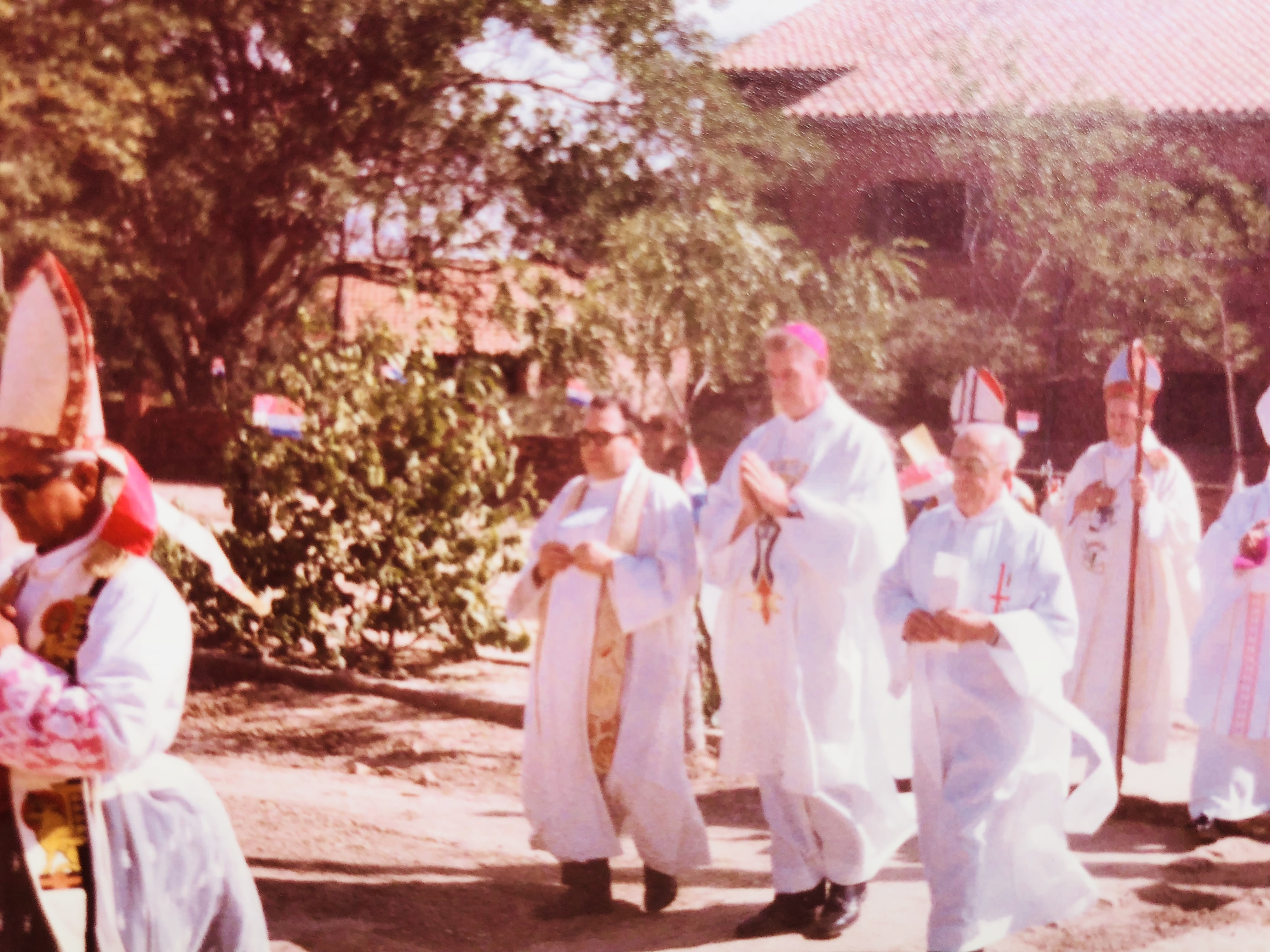
Bisschop Piet "Pedro" Shaw

Het apostolisch vicariaat Pilcomayo (Latijn: Vicariatus Apostolicus Pilcomayoënsis) is een rooms-katholiek apostolisch vicariaat in Paraguay met als zetel de kathedraal San Miguel Mariscal Estigarribia. Het valt niet onder het aartsbisdom Asunción maar direct onder de Heilige Stoel.
In 1925 werd de apostolische prefectuur Pilcomayo opgericht, dat in oppervlakte groter was dan het huidige apostolisch vicariaat. In 1950 werd Pilcomayo een apostolisch vicariaat. Het is een missiegebied van de oblaten van de Onbevlekte Maagd Maria, waar ook Vlaamse oblaten actief waren.
In 2020 telde het apostolisch vicariaat 6 parochies. Het heeft een oppervlakte van 125.000 km² en telde in 2020 81.000 inwoners waarvan 52,5% rooms-katholiek was. 

## Apostolische vicarissen
- Josephus Rose, O.M.I. (1925-1927)
- Heinrich Breuer, O.M.I. (1927-1932)
- Karl Walter Vervoort, O.M.I. (1932-1962)
- Sinforiano Lucas Rojo, O.M.I. (1962-1981)
- Piet Shaw, O.M.I. (1981-1984)
- Lucio Alfert, O.M.I. (1986-)